# Fannia curvipes
Fannia curvipes är en tvåvingeart som beskrevs av Malloch 1924. Fannia curvipes ingår i släktet Fannia och familjen takdansflugor. Inga underarter finns listade i Catalogue of Life.